# Жарёнское сельское поселение
Жарёнское се́льское поселе́ние — упразднённое муниципальное образование в Ардатовском районе Мордовии Российской Федерации.
Административный центр — село Жарёнки.

## История
Статус и границы сельского поселения установлены Законом Республики Мордовия от 28 декабря 2004 года № 115-З «Об установлении границ муниципальных образований Ардатовского муниципального района, Ардатовского муниципального района и наделении их статусом сельского поселения, городского поселения и муниципального района».
Законом Республики Мордовия от 17 мая 2018 года N 33-З Жарёнское сельское поселение и сельсовет были упразднены, а входившее в них село Жарёнки было включено в состав Чукальского сельского поселения и сельсовета.

## Население
| 2002 | 2010 | 2012 | 2013 | 2014 | 2015 | 2016 | 2017 | 2018 |
| ---- | ---- | ---- | ---- | ---- | ---- | ---- | ---- | ---- |
| 354  | ↘330 | ↘310 | ↘308 | ↘300 | ↘293 | ↘279 | ↗281 | ↘275 |

## Состав сельского поселения
| № | Населённый пункт | Тип населённого пункта       | Население |
| - | ---------------- | ---------------------------- | --------- |
| 1 | Жарёнки          | село, административный центр | ↘275      |